# Luge aux Jeux olympiques de 2002
Navigation
Nagano 1998 Salt Lake City 2006
Les épreuves de Luge aux Jeux olympiques de 2002 sur la piste de Park City. 

## Podiums
| Épreuve             | Or                                             | Argent                                 | Bronze                            |
| ------------------- | ---------------------------------------------- | -------------------------------------- | --------------------------------- |
| Simple H 11 février | Armin Zöggeler                                 | Georg Hackl                            | Markus Prock                      |
| Simple F 13 février | Sylke Otto                                     | Barbara Niedernhuber                   | Silke Kraushaar                   |
| Double 15 février   | Allemagne Patric-Fritz Leitner Alexander Resch | États-Unis Brian Martin Mark Grimmette | États-Unis Chris Thorpe Clay Ives |

## Médailles
| Rang | Nation     | Or | Argent | Bronze | Total |
| ---- | ---------- | -- | ------ | ------ | ----- |
| 1er  | Allemagne  | 2  | 2      | 1      | 5     |
| 2e   | Italie     | 1  | 0      | 0      | 1     |
| 3e   | États-Unis | 0  | 1      | 1      | 2     |
| 4e   | Autriche   | 0  | 0      | 1      | 1     |